# Eugène Lassalle
Pour les articles homonymes, voir Lassalle.
Jean Baptiste Eugène Lassalle (né le 20 mai 1859 à Saint-André-de-Cubzac, France, et mort le 1er mars 1929 à Montréal) est un comédien et formateur du théâtre naissant québécois.

## Biographie
Eugène Jean Baptiste Lassalle est né le 20 mai 1859 à Saint-André-de-Cubzac, près de Bordeaux, fils de Jean « Prosper » Lassalle (né en 1819), receveur des contributions indirectes, et de Mélanie Barthélémy (née en 1840).
Il fait ses études classiques au Petit Séminaire de Bordeaux et à Angers. En 1877, il embrasse la carrière théâtrale à Angers puis à Paris au Théâtre de l'Ambigu à Paris sous la direction du comédien Emile Marck. Son parcours par la suite est étonnant : Dde 1878 à 1886, il fait carrière en France et, pendant les sept années suivantes, il dirige des troupes dramatiques et lyriques françaises, depuis les Balkans jusqu’en Asie centrale et jusqu’aux frontières du Tibet. Il est nommé en 1887-88 « Grand Intendant » du luxueux théâtre du Sultan à Yıldız Kiosque (Istanbul, Turquie) pour devenir coordinateur de tournées de théâtre et d'opérette en Asie mineure et au Tibet. Il voyage par la suite en Russie et en Perse.
Eugène Lassalle passe pour l’artiste français de l'époque qui a le plus voyagé. De retour en France en 1893, Lassalle remplit d’abord un engagement au Grand-Théâtre de Bordeaux, puis au Havre, à Reims, à Montpellier et enfin à Paris . Engagé pour trois mois par le Théâtre des Nouveautés, il arrive à Montréal en 1906 avec celle qui deviendra en 1908 sa femme Marie-Louise Doëlling, veuve d'Antonin François Landreau (nom de scène : Louise Larcey). Il commence à y jouer le 3 septembre dans le rôle de Mathis du « Juif polonais » d’Émile Erckmann et d’Alexandre Chatrian. Le lendemain, le journal La Patrie écrit : « M. Lassalle est un artiste de grande valeur. Il empoigne littéralement son auditoire, le secoue de frissons puissants. »
Il décide d’abandonner la carrière artistique pour se consacrer entièrement au professorat en fondant une école de diction à l’automne 1907 avec le soutien des représentants des milieux politique, littéraire et journalistique de Montréal. Cette fondation s’inscrit dans une vaste campagne en faveur de l’amélioration du français parlé au Québec. Le 3 avril 1908, le gouvernement de la province de Québec accorde des lettres patentes au Conservatoire Lassalle : « école nationale d’élocution, de diction française et d’art dramatique appliqué ». Considéré comme une œuvre d’éducation nationale, l’établissement reçoit une subvention annuelle, qui lui permet d’offrir ses cours gratuitement. Dès sa première année d’existence, il accueille plusieurs dizaines d’élèves, dont Juliette Béliveau et Camillien Houde. Les cours, axés essentiellement sur la diction et l’élocution, sont donnés trois soirs par semaine. Ce conservatoire, toujours actif[Quand ?], a eu un rôle prédominant dans la formation des comédiens de Montréal et du Québec des années 1910 jusqu'au milieu des années 1950.
Pour cette nouvelle défense et illustration de la culture française hors de l’Hexagone, le gouvernement français lui décerne le titre d’officier de l’Instruction publique en 1911. Il avait aussi reçu la médaille d’honneur de l’Alliance française et de l’Union Nationale Française de Montréal et décoré de cinq ordres étrangers. Lassalle est également professeur d’éloquence au petit séminaire de Montréal de 1913 à 1916 et en 1918.
Devenu sujet canadien, Eugène Lassalle se fait même auteur en produisant, entre autres, sa propre version de la passion du Christ avec des comédiens professionnels en 1926 et 1927. Eugène Lassalle présente de grandes œuvres classiques théâtrales à Montréal (dès 1908) qui marqueront cette époque. Il publie aussi des essais sur la situation du théâtre à Montréal et des recueils de poésie.
Atteint par des problèmes de santé, il meurt le 1er mars 1929 à Montréal.
Dans un éditorial, La Patrie témoigne de l’apport d’Eugène Lassalle : « L’œuvre du professeur Lassalle n’a pas seulement consisté à répandre le bon parler français ; ses élèves ont puisé chez lui dans le trésor de la littérature française tout entière et n’ont pu s’empêcher d’y acquérir cette mentalité de nos cousins d’outremer, chercheuse de clarté et d’ironie. »
Il est le grand-père de la comédienne et journaliste québécoise Nicole Germain.

## Honneurs
- Officier de l'Instruction publique (France)
- Commandeur de l'Ordre du Médjidié (Turquie)
- Chevalier de l'Ordre de Saint-Stanislas (Russie)
- Officier de l'Ordre du Lion et du Soleil (Perse- Iran aujourd'hui)

## Source
- Dictionnaire des artistes du théâtre québécois, 2008, p. 228
- Avra Xepapadakou, “Bon pour l’Orient IΙ. The presence and activity of the French Troupe Lassalle-Charlet in Athens. 1887-1888”, in Academic Review for Performance Arts, 1, Nafplio: University of the Peloponnese-Dept. of Theatre Studies, 2009, 245-292.